# Žarište
Žarište ili fokus (oznaka F) u geometrijskoj optici je točka kroz koju prolaze sve zrake svjetlosti što padaju na neki optički sustav paralelno s optičkom osi toga sustava. Pritom se kod sabirnih (konvergentnih) sustava zrake stvarno sijeku u žarištu, dok se kod rastresnih (divergentnih) sustava zrake raspršuju a sijeku samo njihovi produžetci u smjeru suprotnom od smjera širenja. Udaljenost od žarišta do optičkoga središta sustava naziva se žarišna daljina ili fokalna daljina. Kod optičke leće, odnosno sustava leća postoje uvijek po dva žarišta smještena simetrično s obiju strana leće na optičkoj osi.

### Žarišna daljina
Žarišna daljina, žarišna duljina ili žarišna udaljenost (oznaka f) je udaljenost između središta leće i žarišta, ovisi o obliku leće i o tvari od koje je leća napravljena:
{\displaystyle f={\frac {1}{{\frac {n_{2}-n_{1}}{n_{1}}}\cdot ({\frac {1}{r_{1}}}+{\frac {1}{r_{2}}})}}}
gdje su r1 i r2 polumjeri zakrivljenosti leće (negativni ako je površina leće konkavna, beskonačni ako je površina leće ravna), n1 indeks loma optičkoga sredstva u kojem se leća nalazi, n2 indeks loma optičkoga sredstva od kojeg je leća načinjena. Žarišna udaljenost sabirnih (konvergentnih) leća je pozitivna, a žarišna udaljenost rastresnih (divergentnih) leća je negativna.

## Vrste optičkih leća
Optička leća je providno staklo omeđeno s dvjema kuglinim plohama. Takva ploha koja odjeljuje dva sredstva različitog indeksa loma, na primjer zraka i stakla, zove se dioptrijska ploha ili dioptar. Pravac koji spaja središta zakrivljenosti obiju ploha zove se optička os leće. Leća koja je u sredini deblja nego s ruba zove se ispupčena ili konveksna leća, a leća koja je u sredini tanja nego s ruba, zove se udubljena ili konkavna leća. 
Ispupčena ili konveksna leća može biti bikonveksna kada su joj obje plohe ispupčene, plankonveksna kada joj je jedna strana ravna, a druga ispupčena i konkavkonveksna ako joj je jedna strana udubljena, a druga ispupčena. Udubljena ili konkavna leća može biti bikonkavna ako su joj obje plohe udubljene, plankonkavna ako joj je jedna ploha ravna, a druga udubljena, konvekskonkavna kada joj je jedna strana ispupčena, a druga udubljena. 
Zraka svjetlosti koja prolazi kroz leću lomi se dvaput, to jest na prvoj i drugoj sfernoj plohi. Zraka koja ide uzduž optičke osi leće prolazi kroz leću nelomljena, jer je srednji dio leće planparalelna ploča. Pramen zraka Sunca ili bilo kojeg udaljenog izvora svjetlosti skupit će se nakon loma kroz konveksnu leću u jednoj točki iza leće koja se zove žarište ili fokus. Zbog toga se konveksna leća zove i leća sabirača. U to se možemo uvjeriti ako sabirnu leću okrenemo prema Suncu. Paralelne Sunčeve zrake sastat će se nakon loma u leći u žarištu, pa se tu može na primjer zapaliti šibica. Izlaze li zrake iz žarišta leće one će se lomiti tako da izlaze paralelno s optičkom osi. 
Kod loma kroz konkavnu leću paralelne zrake se rašire na sve strane kao da dolaze iz jedne točke, žarišta. Zato se konkavna leća zove i leća rastresača. Obrnuto, zrake koje su uperene prema stražnjem žarištu konkavne leće izlaze nakon loma paralelne s optičkom osi. 
Način kako leća lomi zrake svjetlosti možemo protumačiti tako da uzmemo kao da je leća sastavljena od malih prizama. Prizma lomi zrake svjetlosti prema debljem kraju. Optičko središte leće je točka koja se nalazi na osi leće, i to kod simetrične bikonveksne i bikonkavne leće u središnjoj ravnini, a kod plankonveksne i plankonkavne leće u tjemenu zakrivljene plohe. Dakle, središte leće je točka unutar leće u kojoj se nijedna zraka ne lomi. Zraka svjetlosti koja prolazi koso kroz optičko središte neće se otkloniti jer je taj dio leće planparalelna ploča. Ta se zraka zove glavna zraka. 
Simetrična bikonveksna i bikonkavna leća ima dva žarišta koja leže simetrično s obzirom na optičko središte. Udaljenost f žarišta (fokusa) od optičkog središta zove se žarišna daljina. Žarišna daljina ovisi o ondeksu loma materijala, od koje je leća, i od polumjera zakrivljenosti. Što je veći indeks loma, a manji polumjer zakrivljenosti, to je manja žarišna daljina. 
Važno je svojstvo konveksne leće da se pramen zraka koji izlazi iz neke točke sastaje nakon loma ponovo u jednoj točki. Pomakne li se svijetla točka po luku u drugu točku i njezina slika će se pomaknuti u drugu točku.